# Kleszczewo (gromada w powiecie średzkim)
Kleszczewo – dawna gromada, czyli najmniejsza jednostka podziału terytorialnego Polskiej Rzeczypospolitej Ludowej w latach 1954–1972.
Gromady, z gromadzkimi radami narodowymi (GRN) jako organami władzy najniższego stopnia na wsi, funkcjonowały od reformy reorganizującej administrację wiejską przeprowadzonej jesienią 1954 do momentu ich zniesienia z dniem 1 stycznia 1973, tym samym wypierając organizację gminną w latach 1954–1972.
Gromadę Kleszczewo z siedzibą GRN w Kleszczewie utworzono – jako jedną z 8759 gromad na obszarze Polski – w powiecie średzkim w woj. poznańskim, na mocy uchwały nr 37/54 WRN w Poznaniu z dnia 5 października 1954. W skład jednostki weszły obszary dotychczasowych gromad Kleszczewo, Krzyżowniki i Śródka oraz miejscowość Bylin z dotychczasowej gromady Bylin ze zniesionej gminy Kleszczewo w tymże powiecie. Dla gromady ustalono 12 członków gromadzkiej rady narodowej.
1 stycznia 1960 do gromady Kleszczewo włączono obszar zniesionej gromady Krerowo w tymże powiecie.
4 lipca 1968 do gromady Kleszczewo włączono obszar zniesionej gromady Tulce w tymże powiecie.
Gromada przetrwała do końca 1972 roku, czyli do kolejnej reformy gminnej. 1 stycznia 1973 w powiecie średzkim reaktywowano gminę Krzykosy (od 1999 gmina Kleszczewo wchodzi w skład powiatu poznańskiego).